# Noc w muzeum 2

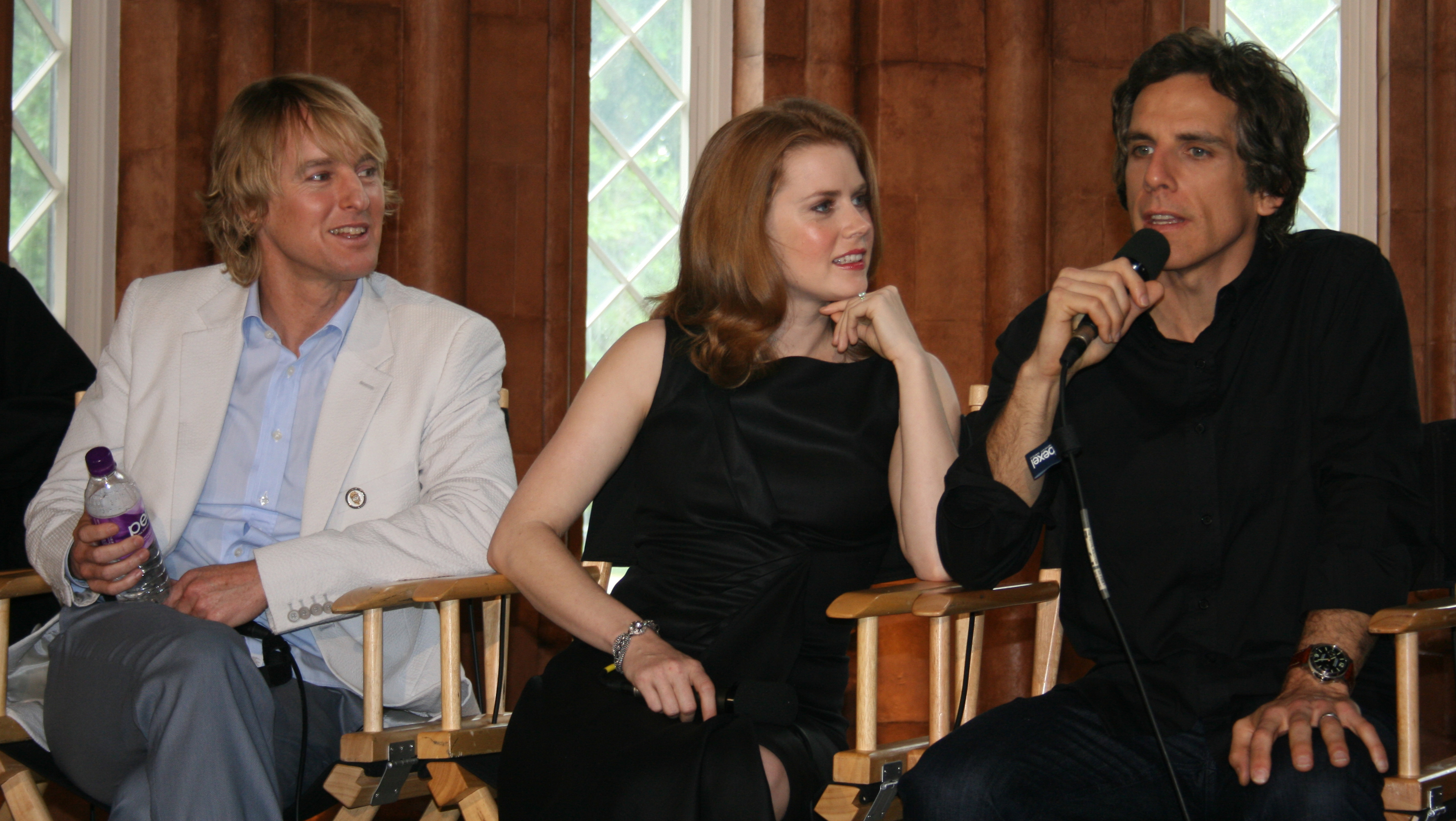
Owen Wilson, Amy Adams i Ben Stiller na spotkaniu promującym film w maju 2009 r.

Noc w muzeum 2 (ang. Night at the Museum: Battle of the Smithsonian) – amerykański film komediowy z 2009 roku i sequel filmu Noc w muzeum z 2006 roku. Wystąpili m.in. Ben Stiller, Hank Azaria, Amy Adams oraz Robin Williams.

## Obsada
| Aktor | Postać                     | Dubbing                   |
| --- | -------------------------- | ------------------------- |
| Ben Stiller | Larry Daley                | Piotr Adamczyk            |
| Amy Adams | Amelia Earhart             | Klementyna Umer           |
| Mae Whitman | Dzwoneczek                 | Natalia Rybicka           |
| Owen Wilson | Jedediah Smith             | Jan Aleksandrowicz-Kraśko |
| Hank Azaria | Kamunrah                   | Artur Dziurman            |
| Christopher Guest | Iwan Groźny                | Marcin Troński            |
| Brad Garrett | Głowa z Wyspy Wielkanocnej | Marcin Troński            |
| Alain Chabat | Napoleon Bonaparte         | Mirosław Konarowski       |
| Ricky Gervais | Dyrektor Mcphee            | Mirosław Konarowski       |
| Steve Coogan | Oktawian                   | Krzysztof Banaszyk        |
| Bill Hader | George Armstrong Custer    | Piotr Kozłowski           |
| Jon Bernthal | Al Capone                  | Modest Ruciński           |
| Rami Malek | Ahkmerah                   | Modest Ruciński           |
| Patrick Gallagher | Attyla                     | –                         |
| Jake Cherry | Nick Daley                 | Wit Apostolakis-Gluziński |
| Mizuo Peck | Sacajawea                  | Kamilla Baar              |
| Robin Williams | Theodore Roosevelt         | Tadeusz Kwinta            |
| Kevin Jonas | Amorek#1 (głos)            | –                         |
| Joe Jonas | Amorek#2 (głos)            | –                         |
| Nick Jonas | Amorek#3 (głos)            | –                         |
| Opracowanie i udźwiękowienie wersji polskiej: Studio Sonica Nagrań dokonano w: Studio Mafilm Audio w Budapeszcie Reżyseria: Miriam Aleksandrowicz Tłumaczenie: Arleta Walczak Dialogi polskie: Joanna Kuryłko Dźwięk: Imre Erdélyi, Agnieszka Stankowska Organizacja produkcji: Agnieszka Kudelska W pozostałych rolach: Paweł Ciołkosz, Aleksander Czyż, Dorota Furtak, Tomasz Jarosz, Jakub Kamieński, Agnieszka Kudelska, Dariusz Niebudek i inni |                            |                           |

## Fabuła
Larry Daley jest właścicielem firmy Daley Devices, która produkuje różne przedmioty domowego użytku takie jak: świecąca w ciemności latarka, niegubiący się breloczek do kluczy oraz wielka kość dla psa. Inspirował się on przy ich tworzeniu swoją byłą pracą strażnika nocnego w Muzeum Historii Naturalnej. Gdy wybiera się on do byłej pracy dowiaduje się, że Muzeum będzie modernizowane, a część eksponatów zostanie wywieziona do Instytutu Smithsona w Waszyngtonie, a następnie będą one zastąpione interaktywnymi hologramami. Gdy Larry przychodzi w nocy znów do Muzeum dowiaduje się, że Teddy Roosevelt, Reksio, Dexter, Głowa z Wyspy Wielkanocnej oraz Faraon Ahkmenrah i jego tablica zostają. Oznacza to jednak, że reszta eksponatów już nigdy nie ożyje. Następnej nocy Larry dostaje telefon z Instytutu od Jedediaha, który mówi, że Dexter ukradł tablicę i teraz Kahmunrah, starszy brat Ahkmenrah, atakuje ich. Larry natychmiast postanawia jechać do Waszyngtonu i z pomocą syna Nicka odwiedza National Air and Space Museum, Narodową Galerię Sztuki i Smithsonian Institution Building w poszukiwaniu Archiwum Federalnego – największego muzeum świata, które ożyło.

## Produkcja
Scenarzyści Robert Ben Garant i Thomas Lennon, na początku tworzenia sequela planowali nazwać go „Kolejna noc w muzeum” (ang. Another Night at the Museum). Powiedzieli wtedy: „Będą obecne postacie, jak i również wiele nowych”.
20th Century Fox oznajmił, że film będzie zatytułowany Night at the Museum: Battle of the Smithsonian, a jego premiera będzie w dniu Pamięci Narodowej 22 maja 2009. Potwierdzono, że udział w filmie znów wezmą Ben Stiller, Robin Williams, Dick Van Dyke (jednak pogłoski o powrocie Van Dyke’a okazały się nieprawdą), a Shawn Levy znów zasiądzie na krześle reżysera. Ponadto powiedzieli, że będzie to pierwszy raz z użyciem nazwy „Smithson” w tytule filmu. Jednak nie jest to pierwszy film kręcony w Instytucie Smithsona. Jest on w dużej mierze kręcony również w Vancouver. Ze względu na typ filmu jest w nim dużo więcej szczegółów historycznych np. Amelia Earhart. Potwierdzili, że nowym, nikczemnym faraonem będzie Hank Azaria, który potwierdził powrót Owena Wilsona, Ricky’ego Gervaisa, i Steve’a Coogana.
Oficjalna zapowiedź odbyła się w nocy 21 maja 2008 w Lincoln Memorial, oraz w Muzeum Historii Naturalnej w Nowym Jorku w nocy 18 i 20 sierpnia 2008. Trailery zostały pokazane przed Opowieściami na dobranoc, Jestem na tak i Marley i Ja w grudniu 2008 r. i w styczniu 2009 r. przed Ślubnymi wojnami, Różową Panterą 2 i Dragonball: Ewolucja.
Film w Ameryce był promowany przez parodię Amerykańskiego Idola. W reklamie w Instytucie Smithsona stała replika biurka jurorów.

## Opinie

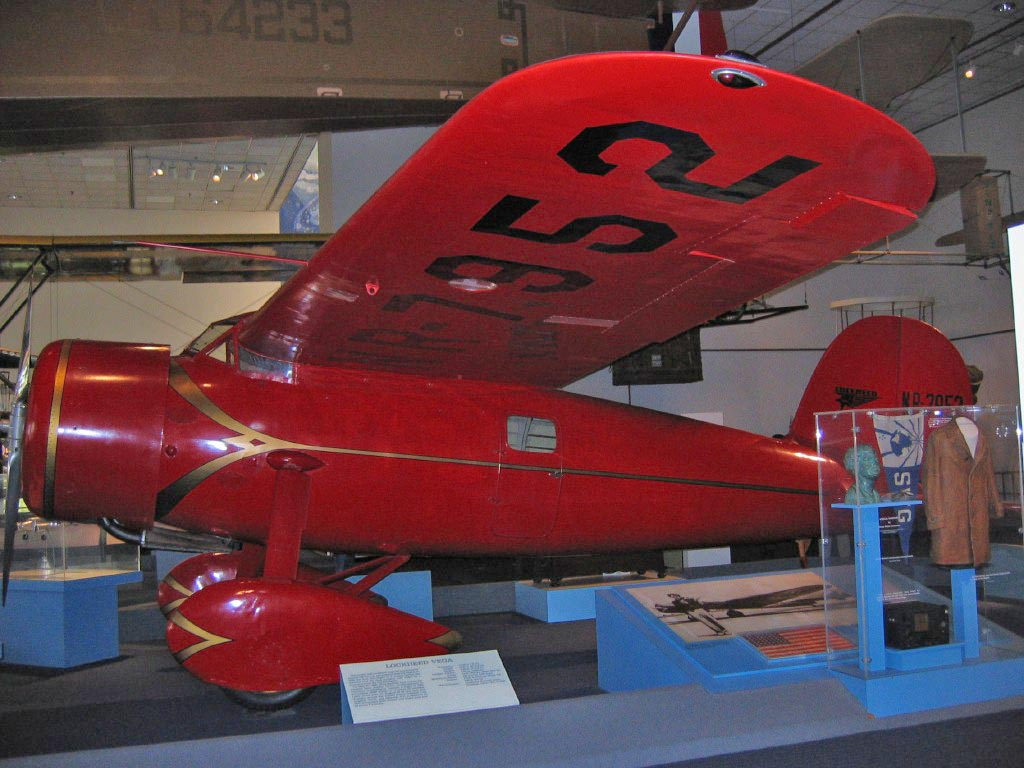
Prawdziwy samolot Amelii Earhart

Podobnie jak poprzednik, sequel otrzymał mieszane recenzje od krytyków. Rotten Tomatoes poinformował, że film dostał od 43% ze 119 osób dobrą opinię i średnią 5,1 na 10. Wśród grupy Rotten Tomatoes „Cream of the Crop”, w której skład wchodzą popularni i godni zaufania krytycy z najważniejszych gazet, stron internetowych, telewizji, radia i filmów wydali ogólną ocenę 34% z 27 opinii. Kolejna recenzja wystawiona tym razem przez Metacritic i najlepszych stu krytyków wykazała 42% poparcia z 31 opinii. Roger Ebert z „The Chicago Sun Times” wydał ocenę 1,5 gwiazdki na 4.
Bardzo dobre opinie wydano rolom Amy Adams i Hanka Azaria. Michael Phillips z Chicago Tribune wydał Amy 3 gwiazdki. Owen Gleiberman z Entertainment Weekly wydał filmowi ocenę 5+ ale powiedział, że to Adams nadaje filmowi „to coś”. Perry Seibert z TV Guide wydał tylko dwie gwiazdki mimo tego że jak sam powiedział Han Azaria to komediowy mistrz wszech czasów. Michaelowi Rechtshaffenowi z The Hollywood Reporter and A.O. Scott z The New York Times podobały się obie części.

## Muzyka
- Podczas sceny pocałunku Larry’ego i Amelii grana jest piosenka Céline Dion, „My Heart Will Go On” z albumu Let’s Talk About Love.
- Piosenka którą śpiewały amorki to „Lovebug”, zespołu Jonas Brothers.
- Podczas sceny, w której Larry wkrada się do Instytutu użyty jest motyw muzyczny podobny do muzyki filmu Skarb narodów.

## Znane dzieła

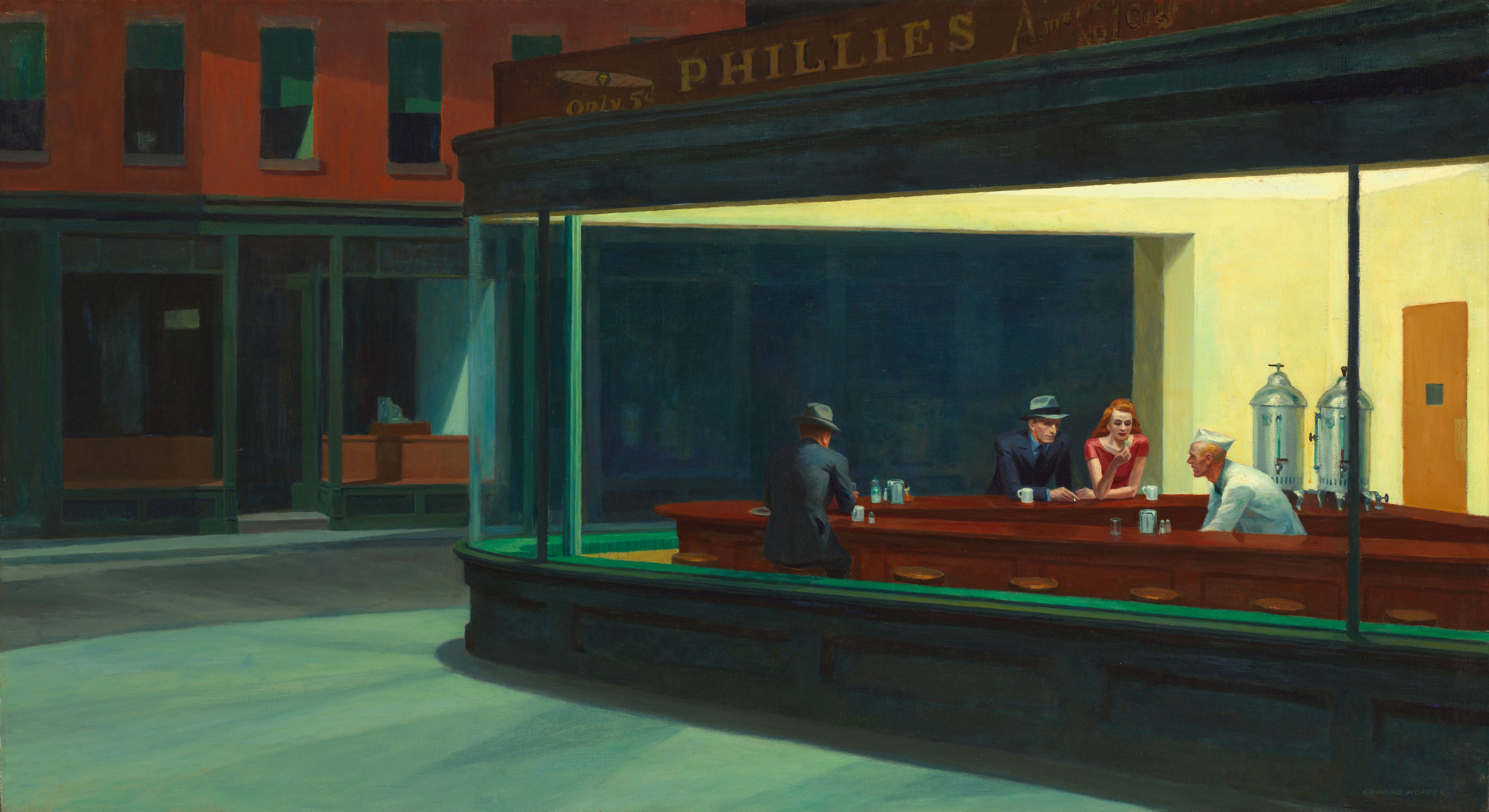
Nocne marki, Edwarda Hoppera

- American Gothic – obraz Granta Wooda
- „Balloon dog” – rzeźba Jeffa Koonksa
- „Crying Girl” – obraz Roya Lichtensteina
- La Petite Danseuse de Quatorze Ans – rzeźba Edgara Degasa
- Myśliciel – rzeźba Auguste’a Rodina
- Venus italica – rzeźba Antonia Canovy
- Nocne marki – obraz Edwarda Hoppera, 1942
- V–J day in Times Square – zdjęcie Alfreda Eisenstaedta

## Gra komputerowa
Gra wideo oparta na filmie została wydana 5 maja 2009. Była dość dobrze przyjęta, w porównaniu do większości gier opartych na filmach. Oceniania na 7,5 na 10.